# Дрюк Микола Федорович
Микола Федорович Дрюк (12.12.1940, с. Куземин, Охтирського району Сумської області) — український хірург, доктор медичних наук, професор.

## Біографія
Дрюк Микола Федорович на родився 12 грудня 1940 року с.Куземин, Охтирського району Сумської області. В 1963 році закінчив Харківський медичний інститут. Проводив наукові дослідження в області судинної, реконструктивної, пластичної, естетичної та мікрохірургія.

## Трудова діяльність
Микола Федорович Дрюк трудову діяльність почав хірургом дільничної лікарні. Потім працював хірургом та завідувачем відділення дитячої хірургії Рівненської дитячої лікарні, навчався в клінічній ординатурі та аспірантурі на кафедрі дитячої хірургії Рівненської дитячої хірургії та ортопедії Київського медичного інституту. Захистив кандидатську дисертацію присвячену лікуванню тяжких травм кисті у дітей. Від 1967 до 1971 рр. працював у Київському медичному інституті. З 1972 року працює в Київському науково-дослідному інституті клінічної та експериментальної хірургії (на теперішній час — Національний інститут хірургії та трансплантології ім. О. О. Шалімова НАМНУ) старшим науковим співробітником відділу судинної хірургії, а згодом очолював відділ мікросудинної та пластичної хірургії. З 1988 по 1995 р. р. працює заступником директора по науковій роботі. За сумісництвом — доцент Київського інституту удосконалення лікарів. В 1987 р. захистив докторську дисертацію, в 1991 р. присвоєно звання професора. Керівник або науковий консультант успішно завершених 18 ти кандидатських та 5 докторських дисертацій, присвячених проблемам мікрохірургії, судинної та пластичної хірургії.

## Досягнення. Відзнаки
1982 р. — за наукову та практичну роботу Дрюку Миколі Федоровичу присуджені Державна премія СРСР та почесне звання Заслужений діяч науки та техніки України.
1987 р. — захистив дисертацію і отримав науковий ступінь доктор медичних наук
1991 р. — присвоєно звання професора.
1992 — заслужений діяч науки і техніки України

## Наукові праці
Дрюк Микола Федорович — автор та співавтор майже 400 опублікованих наукових робіт, в тому числі чотири монографії і три наукових посібники. Має дев'яносто авторських свідоцтв на винаходи і патенти. Автор розділів у книзі «Медицинская техника в хирургии» (К., 1991) та підручнику «Шпитальна хірургія» (К., 1999).
Основні роботи:
- Травматические деформации кисти у детей. К., 1977
- Хирургия аорты и магистральных артерий. К., 1979
- Modern surgery of vessels. К., 1983
- Диагностика и лечение заболеваний аорты и периферических артерий: Метод. разработки. З., 1996
- Метод підтяжки і фіксації поверхневої м'язово-апоневротичної системи при омолоджуючих операціях лиця // КХ. 2006. № 9 .